# Mikrostat
|  | For ikke-anerkendte småstater, se mikronation. |
En mikrostat eller dværgstat er en meget lille, internationalt anerkendt og uafhængig stat.[kilde mangler] Størrelsen kan være defineret ud fra befolkningstal eller territorium, men normalt en kombination af begge dele. Der findes ikke nogen helt klar afgrænsning for hvor lille området eller befolkningstallet skal være.
Den mindste i forhold til både befolkningstal og areal er dermed Vatikanstaten, med 921 indbyggere (2004) og et areal på 0,44 km².[kilde mangler]
Pitcairnøerne, med under 50 indbyggere, nævnes ofte som det mest ekstreme tilfælde i forhold til befolkningstal; dog er det en britisk koloni og ikke en selvstændig stat. Der findes også flere andre områder som er styret af andre lande, og som dermed ikke falder ind under definitionen. Et særtilfælde i forhold til areal er Malteserordenen, som er en ikke-territoriel, uafhængig enhed, og som derfor af enkelte regnes som en mikrostat.